# Heinrich Reisinger (Politiker, 1931)
Heinrich Reisinger (* 1. Juli 1931 in St. Stefan am Walde; † 12. Oktober 2008 in Wels) war ein österreichischer Politiker (ÖVP) und Bauernbundsekretär. Er war 1975 Abgeordneter zum Nationalrat.
Reisinger besuchte die Volksschule und wechselte danach an ein humanistisches Gymnasium. Er war danach beruflich als Angestellter des Oberösterreichischen Bauern- und Kleinhäuslerbundes Linz und war politisch als Mitglied des Pensionsausschusses der Sozialversicherungsanstalt der Bauern aktiv. Zudem engagierte er sich als Mitglied der Berufungskommission der Finanzlandesdirektion für Oberösterreich und vertrat die ÖVP zwischen dem 12. Mai 1975 und dem 4. November 1975 im Nationalrat.